# Прокопий Калачинский
Прокопий Калачинский (ум. после 1709, Прилуки) — игумен, философ, педагог, профессор философии, церковный и просветительский деятель, ректор Киево-Могилянской академии (1697—1701).

## Биография
Дата и место рождения неизвестны. Обучался в Киево-Могилянской академии, затем — в Польше.
На рубеже 1680—1690-х годов вернулся в Киев. В 1691 году по приглашению митрополита Киевского, Галицкого и всея Малыя России Варлаама Ясинского занял вакантную должность преподавателя философии. С того же года читал курсы лекций по ораторскому искусству и риторике. Опубликовал печатные пособия по этим дисциплинам.
В 1693—1695 годах — профессор философии, автор философского курса.

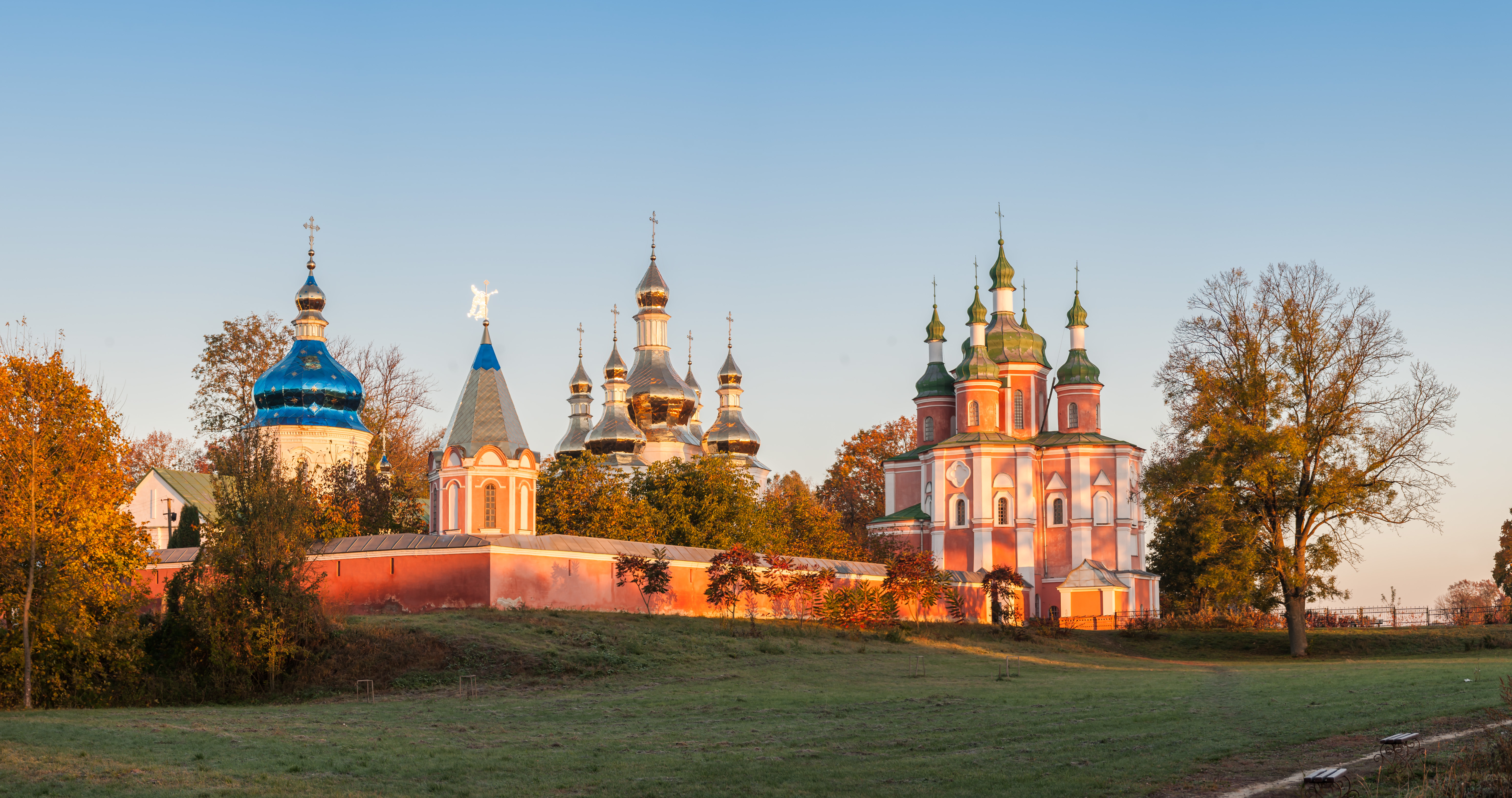
Густынский монастырь

В 1696 году был назначен игуменом Густынского монастыря близ Прилук. При содействии Ивана Мазепы именно в период игуменства Прокопия Калачинского монастырь был перестроен — возведён новый каменный храм, трапезная и ряд других зданий.
В 1697 году он был назначен ректором Киево-Могилянской академии, получил степень профессора богословия и стал настоятелем Киевского Братского Богоявленского монастыря.
Сотрудничество с Иваном Мазепой позволила не только улучшить материальное положение воспитанников академии, но и ходатайствовать перед Петром I об официальном предоставлении учебному заведению статуса академии. Был составлен план строительства нового каменного корпуса Киевской академии.
В 1701 году Прокопий Калачинский сложил с себя полномочия и стал настоятелем Киевского Пустынно-Никольского монастыря. Возглавлял монастырь до 1706 года, а по другим данным, до 1709 года.
Есть предположение, что после Русского похода Карла XII (1708) во ходе Северной войны был простым монахом Густынского монастыря, где впоследствии и закончил свою жизнь, «имея 70 или 80 лет».